# Patellapis yunnanica
Patellapis yunnanica là một loài Hymenoptera trong họ Halictidae. Loài này được Pesenko & Wu mô tả khoa học năm 1997.